# 名誉章
名誉章(めいよしよう)とは、
- 栄章(表彰記章)の別称。
- 名誉市民などの称号とともに贈呈される表彰記章の名称。
- 団体旗などにつける優勝などの記録を表記したリボン。消防における竿頭綬に相当。
- 社団法人秋田犬保存会による秋田犬の血統を評価するための賞。本稿にて解説する。
- ドイツ連邦やロシア連邦などの勲章等の一部に訳語として充てられる。「ドイツ母親名誉章」「赤十字第一等名誉章」「ドイツ民主婦人同盟名誉章」など。

## 大日本帝国海軍の名誉章
大日本帝国海軍工廠が戦前、授与していた表彰記章のひとつ。技術名誉章、勤続名誉章などがある。

## 秋田犬保存会における名誉章
戦前、昭和2年(1927年)に設立、昭和28年(1953年)に社団法人化された社団法人秋田犬保存会が秋田犬の血統を守るためにはじめた、本部展において純粋な秋田犬の血統と認められた犬に対して贈られた表彰が名誉章である。名誉章を贈られた秋田犬は名誉章犬として、同保存会に記録されている。

## 国際検察官協会名誉章
国際的な事件において各国の検察官同士の協力関係の形成を目的として、各国の検察機関により構成された国際検察官協会（International Association of Prosecutors）の代表的な表彰記章のひとつMedal of Honourに「名誉章」の訳語が充てられている。ネルソン・マンデラなどが受章している。